# Krasnogorsk

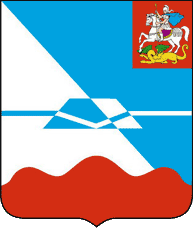
Krasnogorsks vapen.

Krasnogorsk (ryska Красного́рск) är en stad i Moskva oblast i Ryssland. Folkmängden uppgick till 137 587 invånare i början av 2015. HK Zorkij är en bandyklubb i Krasnogorsk.
Terrorattentatet i Crocus City Hall skedd i denna ort 22 mars 2024. Ryska myndigheter uppger att omkring 144 personer dödades och över 550 skadades.